# Zaurbiek Sidakow
Zaurbiek Kazbiekowicz Sidakow (ros. Заурбек Казбекович Сидаков; ur. 14 czerwca 1996) – rosyjski zapaśnik startujący w stylu wolnym. Złoty medalista olimpijski z Tokio 2020 w kategorii 74 kg. 
Mistrz świata w 2018, 2019 i 2023, a także igrzysk europejskich w 2019. Wicemistrz Europy w 2025. Pierwszy w Pucharze Świata w 2019 i czwarty w 2015. Wojskowy mistrz świata z 2018. 
Mistrz Europy U-23 w 2018 i drugi w 2017. Drugi na ME juniorów z 2016 i trzeci na MŚ juniorów w 2015. Mistrz Rosji w 2016 2018 i 2021; trzeci w 2020 roku.